# علي مرابط
علي مرابط طبيب وعسكري برتبة عميد وسياسي تونسي، وأستاذ في علم الأوبئة والصحة العامة في كلية الطب بتونس، يشغل منصب وزير الصحة في حكومة نجلاء بودن منذ 2021.

## السيرة الشخصية
تخرج علي مرابط في كلية الطب في تونس، وهو خريج معهد طب المناطق الحارة التابع للخدمات الصحية للجيش بفرنسا، وأستاذ في علم الأوبئة والصحة العامة في كلية الطب بتونس، ومنسق ماجستير الصحة العامة بكلية الطب بتونس وعضو نشط في لجنة الرسائل الجامعية في نفس المؤسسة. تخصص في الوقاية من أمراض المسافرين، والتطعيمات الدولية، والتثقيف الصحي، ومكافحة الأمراض المنقولة جنسياً، وترأس حملة التطعيم ضد كوفيد بولاية تطاوين.